# 標茶町農業協同組合
標茶町農業協同組合（しべちゃちょうのうぎょうきょうどうくみあい、英称：JA Shibecha ）は北海道標茶町に本所を置く農業協同組合である。略称はJAしべちゃ。当農協の営業区域は 標茶町・釧路町の一円である。
全国的に有名な釧路湿原が営業区域内にあり、広大な湿地帯が広がる。

## 概要
1996年（平成8年）に標茶町農協、釧路町農協（同町）の2つの農協の合併によって設立。
主に酪農が主要産業であり、乳牛と食用牛が生産されている。
- 正組合員数　334名
- 准組合員数　1,011名

## 事務所の一覧
カッコ内は所在地
- 本所　（川上郡標茶町開運9丁目6）
- 釧路町支所　（釧路郡釧路町遠矢1丁目35）
- 茶安別サービスセンター　（川上郡標茶町中チャンベツ原野基線35-11）

## 子会社
- 有限会社標茶営農サポートセンター
- 株式会社TACSしべちゃ